# المدة النيابية الأولى لمجلس نواب الشعب التونسي
المدة النيابية الأولى لمجلس نواب الشعب التونسي افتتحت في 2 ديسمبر 2014 لولاية مدتها خمسة سنوات تنتهي من المقرر في 2019. هو أول مجلس نيابي دائم بعد الثورة التونسية في 2011 وبعد الدستور الجديد. 

كان قد سبقه المجلس الوطني التأسيسي التونسي بين 2011 و2014 الذي كان يشرف على المهام التشريعية بصفة مؤقتة وكذلك إنجاز الدستور الجديد.

## مكونات المجلس

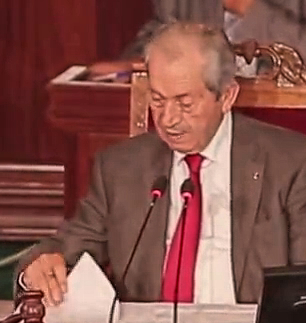
محمد الناصر الرئيس نداء تونس
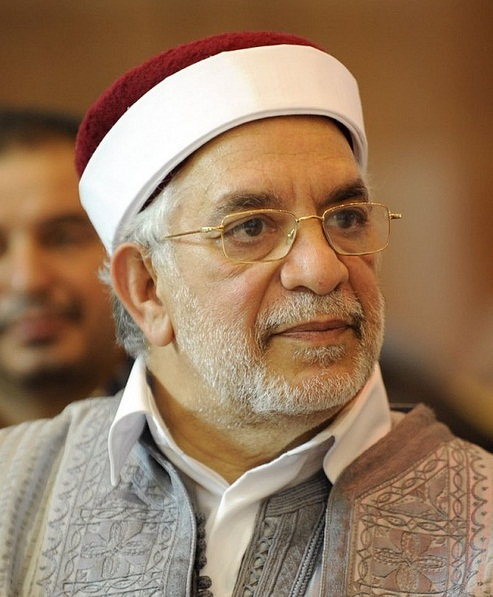
عبد الفتاح مورو النائب الأول حركة النهضة
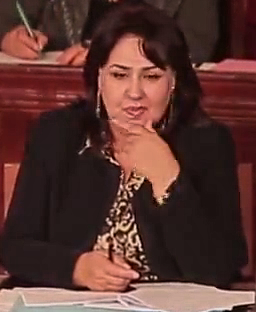
فوزية بن فضة الشعار النائبة الثانية الاتحاد الوطني الحر

### حسب الجنس
يتكون المجلس عند انتخابه من:
- 149 رجل (68.66%).
- 68 امرأة (31.34%), منهم 35 من نداء تونس و27 من حركة النهضة و6 من أحزاب أخرى.

يتكون المجلس بعد تشكل ثاني حكومة (الشاهد) من:
- 141 رجل بنسبة 64.98%.
- 76 امرأة بنسبة 35.02%, منهم 26 من نداء تونس و27 من حركة النهضة و23 من أحزاب أخرى.

### حسب العمر
يتكون المجلس حسب العمر من:
- 30-20: 7 نواب.
- 40-30: 38 نائب.
- 50-40: 67 نواب.
- 60-50: 77 نواب.
- 70-60: 23 نواب.
- 80-70: 3 نواب.
- 90-80: 2 نواب.

### المهنة
ينقسم نواب المجلس حسب مهنتهم إلى:
| - محامي: 37 - أستاذ تعليم ثانوي: 24 - أستاذ جامعي: 19 - مدير مؤسسة: 19 - موظف بالقطاع الخاص: 14 - طبيب: 12 - إطار سامي بالوظيفة العمومية: 12 - متقاعد: 10 | - معلّم تعليم أساسي: 9 - موظف عمومي: 8 - باحث جامعي: 7 - إطار سامي بالقطاع الخاص: 7 - طالب: 5 - مهندس: 5 - غير مصنف: 5 - إطار سامي بالقطاع البنكي: 3 | - ممثل جمعياتي: 2 - صحافي: 2 - إطار بالوظيفة العمومية: 2 - محاسب: 2 - فلاح: 2 - مهندس معماري: 1 - صيدلي: 1 - عدل منفّذ: 1 | - تاجر: 1 - عامل يومي: 1 - فنان: 1 - قاضي: 1 - مترجمة: 1 - مساعد إجتماعي: 1 - إطار بالقطاع الخاص: 1 - تقني سامي: 1 |

### الأحزاب عند الانتخاب
|                 |                                           |         |       |
| الأحزاب         | الأحزاب                                   | المقاعد | %     |
|                 | نداء تونس                                 | 86      | 39.6% |
|                 | حركة النهضة                               | 69      | 31.7% |
|                 | الاتحاد الوطني الحر                       | 16      | 7.3%  |
|                 | الجبهة الشعبية                            | 15      | 6.9%  |
|                 | آفاق تونس                                 | 8       | 3.7%  |
|                 | المؤتمر من أجل الجمهورية                  | 4       | 1.8%  |
|                 | المبادرة                                  | 3       | 1.3%  |
|                 | حزب التيار الديمقراطي                     | 3       | 1.3%  |
|                 | حركة الشعب                                | 3       | 1.3%  |
|                 | تيار المحبة                               | 2       | 0.9%  |
|                 | الحزب الجمهوري                            | 1       | 0.4%  |
|                 | الجبهة الوطنية للانقاذ                    | 1       | 0.4%  |
|                 | حركة الديمقراطيين الاشتراكيين             | 1       | 0.4%  |
|                 | حزب صوت الفلاحين                          | 1       | 0.4%  |
|                 | التحالف الديمقراطي                        | 1       | 0.4%  |
|                 | القائمة المستقلة «رد الاعتبار»            | 1       | 0.4%  |
|                 | القائمة المستقلة «نداء التونسيين بالخارج» | 1       | 0.4%  |
|                 | القائمة المستقلة «مجد الجريد»             | 1       | 0.4%  |
| الإجمالي        | الإجمالي                                  | 217     | 100   |
| المصدر: isie.tn |                                           |         |       |

### الكتل

#### عند انتخاب المجلس
|                                           |                               |         |       |
| الكتلة/الأحزاب                            | الكتلة/الأحزاب                | المقاعد | %     |
|                                           | نداء تونس                     | 86      | 39.6% |
|                                           |                               |         |       |
|                                           | حركة النهضة                   | 69      | 31.7% |
|                                           |                               |         |       |
|                                           | الاتحاد الوطني الحر           | 16      | 7.3%  |
|                                           |                               |         |       |
|                                           | الجبهة الشعبية                | 15      | 6.9%  |
|                                           |                               |         |       |
|                                           | آفاق تونس                     | 8       | 3.7%  |
|                                           |                               |         |       |
|                                           | الكتلة الديمقراطية الاجتماعية | 8       | 3.7%  |
| المبادرة                                  | 3                             | 1.38%   |       |
| الحزب الجمهوري                            | 1                             | 0.46%   |       |
| التحالف الديمقراطي                        | 1                             | 0.46%   |       |
| حركة الديمقراطيين الاشتراكيين             | 1                             | 0.46%   |       |
| القائمة المستقلة «رد الاعتبار»            | 1                             | 0.46%   |       |
| حزب صوت الفلاحين                          | 1                             | 0.46%   |       |
|                                           |                               |         |       |
|                                           | بدون كتلة                     | 15      | 6.9%  |
| المؤتمر من أجل الجمهورية                  | 4                             | 1.84%   |       |
| حزب التيار الديمقراطي                     | 3                             | 1.38%   |       |
| حركة الشعب                                | 3                             | 1.38%   |       |
| تيار المحبة                               | 2                             | 0.92%   |       |
| الجبهة الوطنية للانقاذ                    | 1                             | 0.46%   |       |
| القائمة المستقلة «نداء التونسيين بالخارج» | 1                             | 0.46%   |       |
| القائمة المستقلة «مجد الجريد»             | 1                             | 0.46%   |       |
| الإجمالي                                  | الإجمالي                      | 217     | 100   |
| المصدر: isie.tn                           |                               |         |       |

#### حاليا
في البداية، كانت كتلة نداء تونس الأكبر ب86 مقعدا، ولكن في يناير 2016، انقسم الحزب واستقال منه 22 نائبا وكونوا الكتلة الحرة، وبذلك أصبحت كتلة حركة النهضة الأكبر في مجلس نواب الشعب تليها كتلة نداء تونس. تطرأ من حين إلى آخر عدة تغييرات في انتماءات النواب.

ينقسم المجلس حسب الكتل حاليا كما يلي:
|                                                    |                             |         |  |
| الكتلة/الأحزاب                                     | الكتلة/الأحزاب              | المقاعد |  |
|                                                    | حركة النهضة                 | 68      |  |
|                                                    |                             |         |  |
|                                                    | نداء تونس                   | 56      |  |
| نداء تونس                                          | 53                          |         |  |
| المبادرة                                           | 2                           |         |  |
| التحالف الديمقراطي                                 | 1                           |         |  |
|                                                    |                             |         |  |
|                                                    | كتلة الحرة لحركة مشروع تونس | 21      |  |
|                                                    |                             |         |  |
|                                                    | الجبهة الشعبية              | 15      |  |
|                                                    |                             |         |  |
|                                                    | الكتلة الديمقراطية          | 12      |  |
| حراك تونس الإرادة (سابقا المؤتمر من أجل الجمهورية) | 4                           |         |  |
| حزب التيار الديمقراطي                              | 3                           |         |  |
| حركة الشعب                                         | 3                           |         |  |
| تيار المحبة                                        | 2                           |         |  |
|                                                    |                             |         |  |
|                                                    | الاتحاد الوطني الحر         | 12      |  |
|                                                    |                             |         |  |
|                                                    | آفاق تونس                   | 10      |  |
| آفاق تونس                                          | 8                           |         |  |
| الجبهة الوطنية للانقاذ                             | 1                           |         |  |
| القائمة المستقلة «نداء التونسيين بالخارج»          | 1                           |         |  |
|                                                    |                             |         |  |
|                                                    | الكتلة الوطنية              | 9       |  |
| نداء تونس                                          | 9                           |         |  |
|                                                    |                             |         |  |
|                                                    | بدون كتلة                   | 13      |  |
| نداء تونس                                          | 5                           |         |  |
| الاتحاد الوطني الحر                                | 2                           |         |  |
| حركة النهضة                                        | 1                           |         |  |
| حركة الديمقراطيين الاجتماعيين                      | 1                           |         |  |
| الحزب الجمهوري                                     | 1                           |         |  |
| حزب صوت الفلاحين                                   | 1                           |         |  |
| القائمة المستقلة «رد الاعتبار»                     | 1                           |         |  |
| القائمة المستقلة «مجد الجريد»                      | 1                           |         |  |
| الإجمالي                                           | الإجمالي                    | 217     |  |
| المصدر: majles.marsad.tn                           |                             |         |  |

## المكتب

### انتخابات الرئيس
تقدم لمنصب رئيس المجلس مترشح وحيد فقط عن نداء تونس بعد توافق عدة أحزاب عليه وهم حركة النهضة والاتحاد الوطني الحر. تم انتخابه يوم 4 ديسمبر 2014 بعد يومين من افتتاح المجلس، وكان قد شغل منصب الرئيس مؤقتا ليومين أكبر نائب في المجلس علي بن سالم (نداء تونس)، مرفوقا بنائبين وهما أصغر نائب ونائبة في المجلس وهما شكيب باني (نداء تونس) وأمل سويد (حركة النهضة).
| المترشح         | الحزب           | الأصوات | النسبة |
| --------------- | --------------- | ------- | ------ |
| محمد الناصر     | نداء تونس       | 176     | 82.24% |
| المسجلين        | المسجلين        | 217     | -      |
| المصوتين        | المصوتين        | 214     | 100%   |
| الأوراق البيضاء | الأوراق البيضاء | 34      | 15.89% |
| الأوراق الملغاة | الأوراق الملغاة | 4       | 1.87   |

#### النائب الأول للرئيس
تم الاتفاق على عبد الفتاح مورو عن حركة النهضة لمنصب النائب الأول لرئيس المجلس مع نداء تونس والاتحاد الوطني الحر، وكان في مواجهته مباركة عوائنية (الجبهة الشعبية).
| المترشح         | الحزب           | الأصوات | النسبة |
| --------------- | --------------- | ------- | ------ |
| عبد الفتاح مورو | حركة النهضة     | 157     | 73.36% |
| مباركة عوائنية  | الجبهة الشعبية  | 33      | 15.42% |
| المسجلين        | المسجلين        | 217     | -      |
| المصوتين        | المصوتين        | 214     | 100%   |
| الأوراق البيضاء | الأوراق البيضاء | ?       | ?      |
| الأوراق الملغاة | الأوراق الملغاة | ?       | ?      |

#### النائب الثاني للرئيس
تم الاتفاق على فوزية بن فضة الشعار عن الاتحاد الوطني الحر لمنصب النائبة الثانية لرئيس المجلس مع نداء تونس وحركة النهضة، وكان في مواجهتها نعمان الفهري (آفاق تونس).
| المترشح                   | الحزب               | الأصوات | النسبة |
| ------------------------- | ------------------- | ------- | ------ |
| فوزية بن فضة الشعار       | الاتحاد الوطني الحر | 150     | 71.10% |
| نعمان الفهري (سحب ترشيحه) | آفاق تونس           | 3       | 1.42%  |
| المسجلين                  | المسجلين            | 217     | -      |
| المصوتين                  | المصوتين            | 211     | 100%   |
| الأوراق البيضاء           | الأوراق البيضاء     | 56      | 26.54% |
| الأوراق الملغاة           | الأوراق الملغاة     | 2       | 0.94   |

### أعضاء المكتب
تم انتخاب المكتب في 4 ديسمبر 2014 وباشروا أعمالهم يومها، وهم:
- رئيس مجلس نواب الشعب: محمد الناصر (نداء تونس)
  - النائب الأول للرئيس: عبد الفتاح مورو (حركة النهضة)
  - النائبة الثانية للرئيس: فوزية بن فضة الشعار (الاتحاد الوطني الحر)

تم التوافق علي بقية أعضاء المكتب بعد ذلك، وقاموا بأول جلسة لهم في 18 فبراير 2015 وهم:
- حمدي قزقز (نداء تونس): مكلف بالتصرف العام.
- لمياء مليح (نداء تونس): مكلفة بالعلاقات مع المواطن والمجتمع المدني.
- خالد شوكات (نداء تونس): مكلف بالإعلام والاتصال.
- حاتم شهر الدين الفرجاني (نداء تونس): مكلف بالتونسيين بالخارج.
- حسين الجزيري (حركة النهضة): مكلف بالعلاقات الخارجية.
- نذير بن عمو (حركة النهضة): مكلف بشؤون التشريع.
- الحبيب خضر (حركة النهضة): مكلف بالعلاقات مع السلطة القضائية والهيئات الدستورية.
- نور الدين المرابطي (الاتحاد الوطني الحر): مكلف بالعلاقات مع الحكومة ورئاسة الجمهورية .
- نزار عمامي (الجبهة الشعبية): مكلف بالرقابة على تنفيذ الميزانية.
- المهدي بن غربية (التحالف الديمقراطي): مكلف بشؤون النواب.

## اللجان
في 27 فبراير 2015، تم إقرار اللجان القارة التسعة لمجلس نواب الشعب. تم توزيع رؤساء اللجان وأعضائها حسب التمثيل النسبي للكتل في المجلس. في البداية ولمدة سنة، كانت لنداء تونس رئاسة ثلاثة لجان، وثلاثة لجان لحركة النهضة، واحدة للاتحاد الوطني الحر، واحدة يتم رئاستها تداوليا بين الجبهة الشعبية والكتلة الاجتماعية، بينما بقيت كتلة أخرى دون مكتب أو اجتماعات.

منذ بداية مارس 2016 تم إعادة ترتيب اللجان بعد أن تم تكوين كتلة جديدة في البرلمان من 22 نائب وهم المستقلين من نداء تونس، وبذلك أصبحت النهضة الأولى في البرلمان ثم نداء تونس ثم بقية الكتل.

حسب الدستور فإن رئيس لجنة المالية والتخطيط والتنمية يكون وجوبا من المعارضة، ولذلك تم في المجلس الحالي تداول رئاسة هذه اللجنة سنويا بين أكبر كتلتي المعارضة.

### رؤساء اللجان
| اللجنة                                                                 | الرئيس | الرئيس                                        |
| ---------------------------------------------------------------------- | ------ | --------------------------------------------- |
| لجنة التشريع العام                                                     |        | الطيب المدني (نداء تونس)                      |
| لجنة الحقوق والحريات والعلاقات الخارجية                                |        | عماد الخميري (حركة النهضة)                    |
| لجنة المالية والتخطيط والتنمية                                         |        | المنجي الرحوي (الجبهة الشعبية)                |
| لجنة الفلاحة والأمن الغذائي والتجارة والخدمات ذات الصلة                |        | محمد الراشدي (نداء تونس)                      |
| لجنة الصناعة والطاقة والثروات الطبيعية والبنية الأساسية والبيئة        |        | عامر العريض (حركة النهضة)                     |
| لجنة الصحة والشؤون الإجتماعية                                          |        | سهيل العلويني (الكتلة الحرة لحركة مشروع تونس) |
| لجنة الشباب والشؤون الثقافية والتربية والبحث العلمي                    |        | طارق براق (الجبهة الشعبية)                    |
| لجنة تنظيم الإدارة وشؤون القوات الحاملة للسلاح                         |        | محمد الناصر جبيرة (نداء تونس)                 |
| لجنة النظام الداخلي والحصانة والقوانين البرلمانية والقوانين الإنتخابية |        | كلثوم بدر الدين (حركة النهضة)                 |

| اللجنة                                                                 | الرئيس                                                      | الرئيس                                             |
| ---------------------------------------------------------------------- | ----------------------------------------------------------- | -------------------------------------------------- |
| لجنة التشريع العام                                                     |                                                             | عبادة الكافي (نداء تونس)                           |
| لجنة الحقوق والحريات والعلاقات الخارجية                                |                                                             | بشرى بالحاج حميدة (نداء تونس)                      |
| لجنة المالية والتخطيط والتنمية                                         |                                                             | المنجي الرحوي (الجبهة الشعبية), (2015, 2017, 2019) |
| لجنة المالية والتخطيط والتنمية                                         | إياد الدهماني (الكتلة الإجتماعية الديمقراطية), (2016, 2018) |                                                    |
| لجنة الفلاحة والأمن الغذائي والتجارة والخدمات ذات الصلة                |                                                             | الهادي صولة (حركة النهضة)                          |
| لجنة الصناعة والطاقة والثروات الطبيعية والبنية الأساسية والبيئة        |                                                             | عامر العريض (حركة النهضة)                          |
| لجنة الصحة والشؤون الإجتماعية                                          |                                                             |                                                    |
| لجنة الشباب والشؤون الثقافية والتربية والبحث العلمي                    |                                                             | محمد الأمين كحلول (الاتحاد الوطني الحر)            |
| لجنة تنظيم الإدارة وشؤون القوات الحاملة للسلاح                         |                                                             | محمد جلال غديرة (نداء تونس)                        |
| لجنة النظام الداخلي والحصانة والقوانين البرلمانية والقوانين الإنتخابية |                                                             | كلثوم بدر الدين (حركة النهضة)                      |

### اللجان

#### القارة
| اللجنة                                                                 | الرئيس                      | نائب الرئيس                        | المقرر                           | مقرر مساعد أول               | مقرر مساعد ثاني                 | العدد الجملي للأعضاء                     |
| ---------------------------------------------------------------------- | --------------------------- | ---------------------------------- | -------------------------------- | ---------------------------- | ------------------------------- | ---------------------------------------- |
| لجنة التشريع العام                                                     | الطيب المدني نداء تونس      | حسونة الناصفي مشروع تونس           | سناء مرسني حركة النهضة           | رضا الزغندي نداء تونس        | مراد حمايدي الجبهة الشعبية      | 22 منهم 7 من حركة النهضة و5 من نداء تونس |
| لجنة الحقوق والحريات والعلاقات الخارجية                                | عماد الخميري حركة النهضة    | خميس قسيلة نداء تونس               | أيمن علوي الجبهة الشعبية         | إيمان بن محمد حركة النهضة    | سناء الصالحي نداء تونس          | 22 منهم 7 من حركة النهضة و7 من نداء تونس |
| لجنة المالية والتخطيط والتنمية                                         | منجي الرحوي الجبهة الشعبية  | سامي الفطناسي حركة النهضة          | شكيب باني نداء تونس              | الهادي بن ابراهم حركة النهضة | سامية عبو الكتلة الديمقراطية    | 22 منهم 7 من حركة النهضة و7 من نداء تونس |
| لجنة الفلاحة والأمن الغذائي والتجارة والخدمات ذات الصلة                | محمد الراشدي نداء تونس      | إبراهيم بن سعيد الكتلة الديمقراطية | الزهير الرجبي حركة النهضة        | عبير عبدلي نداء تونس         | محمود قاهري الاتحاد الوطني الحر | 22 منهم 7 من حركة النهضة و6 من نداء تونس |
| لجنة الصناعة والطاقة والثروات الطبيعية والبنية الأساسية والبيئة        | عامر العريض حركة النهضة     | لطفي علي نداء تونس                 | فيصل خليفة نداء تونس             | جميلة الجويني حركة النهضة    | محمد نجيب ترجمان مشروع تونس     | 22 منهم 7 من حركة النهضة و6 من نداء تونس |
| لجنة الصحة والشؤون الإجتماعية                                          | سهيل العلويني مشروع تونس    | لطيفة الحباشي حركة النهضة          | عبد المؤمن بلعانس الجبهة الشعبية | هاجر بوزمي حركة النهضة       | يوسف الجويني نداء تونس          | 22 منهم 7 من حركة النهضة و6 من نداء تونس |
| لجنة الشباب والشؤون الثقافية والتربية والبحث العلمي                    | طارق براق الجبهة الشعبية    | ليلى الوسلاتي حركة النهضة          | فاطمة المسدي نداء تونس           | لخضر بالهوشات حركة النهضة    | نجلاء سعداوي نداء تونس          | 22 منهم 7 من حركة النهضة و4 من نداء تونس |
| لجنة تنظيم الإدارة وشؤون القوات الحاملة للسلاح                         | محمد الناصر جبيرة نداء تونس | الجيلاني الهمامي الجبهة الشعبية    | منية إبراهيم حركة النهضة         | أسماء بو الهناء نداء تونس    | خولة بن عائشة مشروع تونس        | 22 منهم 7 من حركة النهضة و5 من نداء تونس |
| لجنة النظام الداخلي والحصانة والقوانين البرلمانية والقوانين الإنتخابية | كلثوم بدر الدين حركة النهضة | محمد رمزي خميس نداء تونس           | نادية زنقر مشروع تونس            | دليلة الببة حركة النهضة      | نزهة بياوي آفاق تونس            | 22 منهم 7 من حركة النهضة و6 من نداء تونس |

#### الخاصة
| اللجنة                                                                             | الرئيس | نائب الرئيس | المقرر | مقرر مساعد أول | مقرر مساعد ثاني | العدد الجملي للأعضاء                                        |
| ---------------------------------------------------------------------------------- | --- | --- | --- | --- | --- | ----------------------------------------------------------- |
| لجنة الأمن والدفاع                                                                 | عبد اللطيف المكي حركة النهضة | ليلى بوقطف نداء تونس | الخنساء بن حراث نداء تونس | لطيفة الحباشي حركة النهضة | الصحبي بن فرج مشروع تونس | 22 منهم 7 من حركة النهضة و6 من نداء تونس                    |
| لجنة الإصلاح الإداري والحوكمة الرشيدة ومكافحة الفساد ومراقبة التصرف في المال العام | حسن العمري نداء تونس | هاجر العروسي مشروع تونس | شهيدة فرج بوراوي حركة النهضة | محمد الهادي قديش نداء تونس | الجيلاني الهمامي الجبهة الشعبية | 22 منهم 7 من حركة النهضة و7 من نداء تونس                    |
| لجنة التنمية الجهوية                                                               | أنس الحطاب نداء تونس | حياة عمري حركة النهضة | الزهير الرجبي حركة النهضة | ابتهاج بن هلال نداء تونس | رضا دلاعي الكتلة الديمقراطية | 22 منهم 7 من حركة النهضة و4 من نداء تونس و4 من الكتلة الحرة |
| لجنة شهداء الثورة وجرحاها وتنفيذ قانون العفو العام والعدالة الإنتقالية             | مباركة عواينية الجبهة الشعبية | | عبد العزيز القطي نداء تونس | علي بن سالم نداء تونس | أمل سويد حركة النهضة | 22 منهم 7 من حركة النهضة و7 من نداء تونس                    |
| لجنة شؤون ذوي الإعاقة والفئات الهشة                                                | إبراهيم ناصف مشروع تونس | فريدة العبيدي حركة النهضة | مراد حمايدي الجبهة الشعبية | محمد المحجوب حركة النهضة | ريم محجوب آفاق تونس | 22 منهم 7 من حركة النهضة و5 من نداء تونس                    |
| لجنة شؤون المرأة والأسرة والطفولة والشباب والمسنين                                 | سمير ديلو حركة النهضة | لمياء الدريدي نداء تونس | نورة العامري نداء تونس | آمنة بن حميد حركة النهضة | ليلى الحمروني مشروع تونس | 22 منهم 7 من حركة النهضة و5 من نداء تونس                    |
| لجنة شؤون التونسيين بالخارج                                                        | ابتسام جبابلي نداء تونس | زياد الأخضر الجبهة الشعبية | رمزي بن فرج حركة النهضة | ناجية بن عبد الحفيظ نداء تونس | عبد الرؤوف الشابي الاتحاد الوطني الحر | 22 منهم 7 من حركة النهضة و5 من نداء تونس                    |
| اللجنة الإنتخابية                                                                  | بدر الدين عبد الكافي حركة النهضة | منير الحمدي نداء تونس | محمد الطرودي مشروع تونس | جيهان عويشي نداء تونس | سلاف القسنطيني حركة النهضة | 22 منهم 7 من حركة النهضة و7 من نداء تونس                    |
| لجنة مراقبة عمليات التصويت وإحصاء الأصوات                                          | البشير الخليفي وبسمة الجبالي (حركة النهضة) أنس حطاب (نداء تونس) وليد الجلاد (مشروع تونس) نور الدين المرابطي (الاتحاد الوطني الحر) حافظ الزواري (آفاق تونس) هيكل بلقاسم (الجبهة الشعبية) | البشير الخليفي وبسمة الجبالي (حركة النهضة) أنس حطاب (نداء تونس) وليد الجلاد (مشروع تونس) نور الدين المرابطي (الاتحاد الوطني الحر) حافظ الزواري (آفاق تونس) هيكل بلقاسم (الجبهة الشعبية) | البشير الخليفي وبسمة الجبالي (حركة النهضة) أنس حطاب (نداء تونس) وليد الجلاد (مشروع تونس) نور الدين المرابطي (الاتحاد الوطني الحر) حافظ الزواري (آفاق تونس) هيكل بلقاسم (الجبهة الشعبية) | البشير الخليفي وبسمة الجبالي (حركة النهضة) أنس حطاب (نداء تونس) وليد الجلاد (مشروع تونس) نور الدين المرابطي (الاتحاد الوطني الحر) حافظ الزواري (آفاق تونس) هيكل بلقاسم (الجبهة الشعبية) | البشير الخليفي وبسمة الجبالي (حركة النهضة) أنس حطاب (نداء تونس) وليد الجلاد (مشروع تونس) نور الدين المرابطي (الاتحاد الوطني الحر) حافظ الزواري (آفاق تونس) هيكل بلقاسم (الجبهة الشعبية) | 7 أعضاء دون مناصب داخلية ولكن ممثلين لكل الكتل.             |

#### المؤقتة
| اللجنة                         | الرئيس                 | نائب الرئيس                    | المقرر                    | مقرر مساعد أول             | مقرر مساعد ثاني        | العدد الجملي للأعضاء                     |
| ------------------------------ | ---------------------- | ------------------------------ | ------------------------- | -------------------------- | ---------------------- | ---------------------------------------- |
| لجنة النظام الداخلي المؤقتة    | محمد الطرودي نداء تونس | إياد الدهماني بقية الأحزاب     | فريدة العبيدي حركة النهضة | حسونة الناصفي نداء تونس    | سناء مرسني حركة النهضة | 22 منهم 9 من نداء تونس و7 من حركة النهضة |
| اللجنة الخاصة المكلفة بالمالية | سليم بسباس حركة النهضة | طارق فتيتي الاتحاد الوطني الحر | ألفة السكري نداء تونس     | منجي الرحوي الجبهة الشعبية | نعمان الفهري آفاق تونس | 22 منهم 9 من نداء تونس و7 من حركة النهضة |

### لجان التحقيق
| اللجنة                                                                                       | الإنشاء       | النهاية | الموضوع                                       | الأعضاء |
| -------------------------------------------------------------------------------------------- | ------------- | ------- | --------------------------------------------- | --- |
| لجنة التحقيق حول موضوع الفساد المالي والتهرب الضريبي الذي تم الكشف عنه في ما يسمى وثائق بنما | 15 أبريل 2016 | الآن    | التحقيق في تورط التونسيين في قضية وثائق بنما. | 22 عضو: - 7 من حركة النهضة: البشير الخليفي وزهير الرجبي ويمينة الزغلامي وحسين اليحياوي وهالة الحامي وصفية الخلفي ومحبوبة بن ضيف الله. - 6 من نداء تونس: محمد الفاضل بن عمران وسفيان طوبال ومنجي الحرباوي وليلى الشتاوي وليلى أولاد علي وسعاد الزوالي. - 3 من كتلة الحرة: عبادة الكافي وهاجر العروسي ومنذر الحاج علي. - 2 من الجبهة الشعبية: أحمد الصديق ونزار العمامي. - 1 من الكتلة الإجتماعية الديمقراطية: أحمد السعيدي. - 1 من الاتحاد الوطني الحر: الطاهر فضيل. - 1 من كتلة آفاق تونس: كريم الهلالي. - 1 من النواب غير المنتمين: غازي الشواشي. |
| لجنة التحقيق حول شبكات التجنيد التي تورطت في تسفير الشباب التونسي إلى مناطق القتال           |               |         |                                               | |
| لجنة التحقيق بخصوص تصنيف تونس ملاذا ضريبيا                                                   |               |         |                                               | |

## الحكومة
في 5 فبراير 2015، أعطى المجلس الثقة لحكومة الحبيب الصيد.
| الكتلة  | الكتلة              | مع  | ضد | محايد (محتفظ) | المجموع    |
| ------- | ------------------- | --- | -- | ------------- | ---------- |
|         | نداء تونس           | 79  | 1  | 4             | 84 من 86   |
|         | حركة النهضة         | 58  | 0  | 3             | 61 من 69   |
|         | الاتحاد الوطني الحر | 16  | 0  | 0             | 16 من 16   |
|         | الجبهة الشعبية      | 0   | 14 | 0             | 14 من 15   |
|         | آفاق تونس           | 7   | 0  | 0             | 7 من 8     |
|         | آخرين               | 7   | 15 | 1             | 23 من 23   |
| المجموع | المجموع             | 167 | 30 | 8             | 205 من 217 |

## مقالات ذات صلة
- مجلس نواب الشعب (تونس).
- سياسة تونس.
- البرلمان التونسي.
- الانتقال الديمقراطي في تونس.

## روابط خارجية
- الموقع الرسمي.